# Зюзелга
Зю́зелга — река на Южном Урале в центральной части Челябинской области России, относящаяся к малым рекам. Левый, один из самых крупных притоков реки Миасс (бассейн Тобола). Длина реки — 65 км, площадь водосборного бассейна — 990 км².
Высота устья — 185 м над уровнем моря. Высота истока — 279 м над уровнем моря.

## Течение
Истоки реки в болоте восточнее села Байрамгулово в Аргаяшском районе. Зюзелга впадает в реку Миасс на территории Сосновского района рядом с селом Долгодеревенское. Протекает по территории двух районов области: (Аргаяшского и Сосновского)

## Притоки
Самые крупные притоки реки Зюзелга — река Медиак и Ключек в деревне Ключевка. Помимо этого у Зюзелги есть ещё более 10 речек-притоков с неуточнёнными названиями.

## Населённые пункты
По берегам находится большое количество населённых пунктов, в том числе — д. Ключёвка и районный центр Сосновского района село Долгодеревенское. Многие из деревень и сёл были основаны более 200 лет назад. В русле реки ещё в 1693 году была основана Изюльская слобода, просуществовавшая несколько лет, но из-за постоянной угрозы набегов кочевников так и не превратившаяся в постоянное русское поселение.

## Использование
Зюзелга используется для водоснабжения прилегающих посёлков.

## Особенности
Река частично загрязнена вблизи с. Долгодеревенское.

## Топонимика
В источниках значатся: Изюлга, Юзелга, Юзя, Изюлге, Юзелга, Юзюзелга, Изюлька, Изюзелга, Изюльга, Исюсильга, Узюлга, Зюелга. На ландкарте Исетской провинции 1736 года один из притоков Миасса отмечен башкирским диалектным слов зильга — «река», «речка» (от йылга (елга) — «река», «речка»). Местные башкиры и теперь называют реку Елга. На этой же карте и в архивных документах другая река, приток Течи, значится Узя, Узю, от старобашкирского слова узен, узюн, узян с основой уз, узя, узы — «река», «речка», «протока». Бытующие теперь названия Зюзелга и Зюзелка представляют видоизменённое сочетание слов узя и зилга, с одинаковым значением. Частица -га в русском произношении передаётся через -ка. Одного корня с Зюзелкой и название речки Узелга, правый приток Урляды, бассейн Урала.
В Челябинской область помимо Зюзелги протекают две реки с названием Зюзелка — Зюзелка, впадающая в озеро Иткуль и Зюзелка, впадающая в реку Теча.

## Данные водного реестра
По данным государственного водного реестра России относится к Иртышскому бассейновому округу, водохозяйственный участок реки — Миасс от города Челябинск и до устья, речной подбассейн реки — Тобол. Речной бассейн реки — Иртыш.